# Tommaso Benci
Tommaso Benci, per esteso Tommaso di Lorenzo di Giovanni Benci (1427 – Firenze, 16 aprile 1470), è stato un mercante, poeta, scrittore, traduttore e filosofo italiano.

## Biografia

### Nascita e formazione
Tommaso Benci nacque nel 1427. Suo nonno era Giovanni di Taddeo Benci, che fu ufficiale e priore nel 1380 (venne condannato al confino nel 1387 perché "tra gli amici del papa"), mentre suo padre era Lorenzo Benci, un mercante di stoffe di lino, che nel tempo libero si dedicava alla poesia. Inoltre, il padre amava anche collezionare i testi più vari e si dilettava a copiare opere e documenti di altrettanto vario genere.
Tommaso e i suoi fratelli, non solo seguirono le orme paterne e si dedicarono alla mercatura, ma furono anche da lui indirizzati all'amore per i libri e per la cultura della letteratura, iniziando anche loro a copiare testi di varia indole.

### Carriera e produzione letteraria
Accanto al collezionismo, va detto che la produzione di Tommaso fu certamente di un livello artistico superiore rispetto a quella paterna. Di lui ci restano cinque sonetti e due canzoni, con argomento di prevalente carattere amoroso, nonché sedici ottave inserite dopo l'episodio dell'Annunciazione nella Rappresentazione di Santo Giovanni Battista di Feo Belcari e alcuni volgarizzamenti di opere classiche, come la tragedia Medea di Lucio Anneo Seneca, il poema Georgiche di Publio Virgilio Marone e il Pimander attribuito ad Ermete Trismegisto.
Tra tutta la sua produzione, quella che spicca è proprio la traduzione in lingua fiorentina del Pimander, terminata nel settembre del 1463, che venne pubblicata per la volta a Firenze dal tipografo italo-olandese Lorenzo Torrentino solo nel 1545 sotto il titolo Il Pimandro di Mercurio Trismegisto, tradotto da Tommaso Benci in lingua fiorentina (altre ristampe ci furono nel 1547, 1548, 1549 e anche nel 1944). Il volgarizzamento si basava sulla versione in lingua latina del celebre filosofo umanista Marsilio Ficino. Infatti, i fratelli Tommaso e Giovanni Benci erano proprio «conphilosophi» del Ficino, così chiamati proprio da quest'ultimo in una lettera datata al 2 agosto 1462 e indirizzata al suo «compare carissimo» Lionardo di Tone Pagni.
Altro aneddoto importante riguarda la partecipazione del Benci come accademico al simposio platonico svoltosi il 7 novembre 1468 a Careggi, nel quale il Ficino gli fece commentare un'orazione di Socrate.

### Morte
Tommaso Benci, infine, morì nella città di Firenze il 16 aprile del 1470.

## La presunta parentela con Amerigo Benci
Una questione importante è quella che concerne la parentela tra Tommaso Benci e Amerigo Benci, membro della famiglia dei banchieri Benci e padre della celebre Ginevra de' Benci, immortalata da Leonardo da Vinci in un altrettanto celebre ritratto.
Tommaso e Amerigo vengono entrambi nominati insieme come uditori del filosofo umanista Marsilio Ficino, dal 1462 in poi. Secondo le affermazioni di molti studiosi, a partire probabilmente da Arnaldo della Torre in poi, Amerigo sarebbe lo zio di Tommaso.
Ma questa notizia pare priva di alcun fondamento certo.
Innanzitutto, bisogna notare che Tommaso e Amerigo erano pressoché coetanei, poiché il primo nacque nel 1437 e il secondo nacque dopo il 1431. Così com'erano pressoché coetanei i rispettivi padri: il primo era figlio di Lorenzo di Giovanni di Taddeo Benci, che nacque probabilmente nell'ultimo quarto del XIV secolo; invece, il secondo era figlio di Giovanni di Amerigo di Simone Benci, che nacque nel 1394. Per questo, non solo vi è un evidente contrasto cronologico, che vedrebbe una strana e molto ampia differenza di età di almeno trent'anni (se non addirittura cinquant'anni) tra i due presunti "fratelli", Lorenzo e Amerigo, ma pure l'idea di vedere questi due essere stati fratellastri non è verosimile. Basti pensare al fatto che il padre del secondo, Giovanni di Amerigo, si sposò con Ginevra Peruzzi solo nel 1431 e, sebbene ebbe molti figli, Lorenzo non avrebbe potuto nascere prima del 1432; mentre, Giovanni di Taddeo, all'epoca di un suo presunto secondo matrimonio, avrebbe toccato i 70 anni ed è anche pressoché inverosimile che sia lui il Giovanni che nel 1443 era Gonfaloniere di Giustizia ad un'età di oltre 80 anni, ed infatti nel documento originale è chiaramente specificato che il gonfaloniere era "Giovanni di Amerigo di Simone Benci" (il padre di Lorenzo era, per l'appunto, un Giovanni di Taddeo).
Per tutto questo, la tradizione che sostiene un rapporto familiare di zio e nipote tra Amerigo e Tommaso, non risulta dimostrabile dalle fonti. Essa potrebbe essere un semplice errore di frettolosa identificazione e confusione tra Giovanni di Amerigo con Giovanni di Taddeo. Inoltre, a confermare l'impossibilità di una parentela, vi è una nota scritta dallo stesso Lorenzo Benci, nella quale dichiara di appartenere a una nobiltà di sangue e discendere dai Baroni di Signa; mentre, nessuna nobiltà è stata documentata tra i ranghi della famiglia di banchieri Benci, appartenenti in origini a una piccola realtà borghese e discendenti, probabilmente, da una famiglia ebrea, gli Usacchi (o Isacchi), che abitava in Oltrarno sin da inizio XIV secolo. Per questo, è pressoché da escludere una possibile parentela tra i Benci linaioli e i Benci banchieri.

## Opere

### Sonetti
- Quand'io penso talvolta all'ultim'ora
- Mosso da gientil fiamma in che sta il core
- Giove il suo figlio aveva a ber mandato
- O dolce amante con candida vesta
- Perché deposta vita ogni uom s'interra

### Canzoni
- L'abscosa fianma ch'al cor dà più varipo
- Amor, da poi ch'io son dentro al tuo regno

### Traduzioni
- Il Pimandro. – traduzione in lingua fiorentina del Pimander, un'opera ermetica greca attribuita al mitico Ermete Trismegisto
- Medea – traduzione e volgarizzamento della tragedia Medea di Lucio Anneo Seneca
- Georgiche – traduzione e volgarizzamento del poema Georgiche di Publio Virgilio Marone

### Altre opere
- sedici ottave inserite dopo l'episodio dell'Annunciazione nella Rappresentazione di Santo Giovanni Battista di Feo Belcari